# Берданка
„Берданка“ (на руски: винтовка Бердана) e модел руски винтовки, използвани масово в руската армия след 1870 година.
Моделът е разработен от американския оръжейник Хейръм Бердан, като първият му вариант се произвежда в ограничено количество. Разликите между Бердана 1 и 2 са в затвора, първата версия е с отмятащ нагоре блок на панта (англ. trapdoor breechblock), втората е с болтов затвор. Вторият вариант на модела намира широко приложение в Русия, където след 1870 година заменя по-ранния модел „Крънка“ като основна пушка в сухопътните войски. „Берданка“ се използва и в редица страни от Източна Европа и Близкия Изток, включително в България, където от 1880 година започва да заменя използваната дотогава „Крънка“. При влизането на страната в Първата световна война близо 55 хиляди пушки все още са на въоръжение.